# Auditoire de Nogent-sur-Seine
L'auditoire de Nogent-sur-Seine est un auditoire situé à Nogent-sur-Seine, en France.

## Localisation
L'auditoire est situé sur la commune de Nogent-sur-Seine, dans le département français de l'Aube.

## Historique
L'édifice est inscrit au titre des monuments historiques en 1928.